# Jana Krutáková
Jana Krutáková (* 21. června 1962 Jiříkovice) je česká politička, od října 2017 poslankyně Poslanecké sněmovny PČR, v letech 2002 až 2010 starostka městyse Moravská Nová Ves na Břeclavsku, členka hnutí STAN.

## Život
Vystudovala střední průmyslovou školu stavební v Brně a následně Fakultu stavební Vysokého učení technického v Brně (získala titul Ing.).
Pracovala jako ředitelka akciové společnosti HANTÁLY Velké Pavlovice, která se zabývá likvidací a nakládání s komunálním odpadem na Břeclavsku a Hustopečsku. Působí také jako členka Komise životního prostředí Svazu měst a obcí České republiky a manažerka Dobrovolného svazku obcí Čistý Jihovýchod.
Jana Krutáková je vdaná a žije v městysi Moravská Nová Ves na Břeclavsku. Ráda se aktivně věnuje sportu a cestování. Mezi její záliby dále patří vinařství a sebevzdělávání.

## Politické působení
V komunálních volbách v roce 1994 byla zvolena jako nestranička za ODS zastupitelkou městyse Moravská Nová Ves. Mandát pak ve volbách v roce 1998 obhájila, když vedla z pozice nestraničky kandidátku Strany moravského venkova. Ve volebním období 1998 až 2002 byla též místostarostkou obce.
Ve volbách v letech 2002 a 2006 opět obhájila zastupitelský mandát, v obou případech vedla z pozice nestraničky kandidátku SNK ED. Mezi lety 2002 a 2010 vykonávala funkci starostky obce. Zastupitelkou se stala též ve volbách v roce 2010, když kandidovala jako nestranička za hnutí STAN (kandidátka se jmenovala "Sdružení "STAN", NK"). Ve funkci starostky však již nepokračovala.
V červenci 2012 ji začala Policie ČR vyšetřovat ze zneužití pravomoci veřejného činitele. K tomu mělo dojít tím, že podepsala úmyslně nevýhodné smlouvy pro výstavbu sluneční elektrárny na obecních pozemcích. Kvůli soudnímu stíhání odešla z politiky, ale později byla zcela očištěna. Do politiky se tak vrátila a stala se předsedkyní hnutí STAN v Jihomoravském kraji
V krajských volbách v roce 2004 kandidovala jako nestranička za SNK do Zastupitelstva Jihomoravského kraje, ale neuspěla. Zvolena nebyla ani ve volbách v roce 2008 jako nestranička za hnutí NEZÁVISLÍ a ve volbách v roce 2016 jako členka hnutí STAN na kandidátce s názvem "Starostové pro Jižní Moravu" (tj. STAN a SOM).
Ve volbách do Poslanecké sněmovny PČR v roce 2010 kandidovala jako nestranička za TOP 09 v Jihomoravském kraji, ale neuspěla (skončila jako první náhradnice). Ve volbách do Poslanecké sněmovny PČR v roce 2017 byla lídryní hnutí STAN v Jihomoravském kraji a z této pozice byla zvolena poslankyní.
Ve volbách do Poslanecké sněmovny PČR v roce 2021 kandidovala jako členka hnutí STAN na 2. místě kandidátky koalice Piráti a Starostové v Jihomoravském kraji a opět byla zvolena poslankyní.
Do července 2022 byla členkou předsednictva hnutí STAN.
Ve volbách do Poslanecké sněmovny PČR v roce 2025 kandiduje na 2. místě kandidátky hnutí STAN v Jihomoravském kraji.